# نینا همر
نینا همر (به انگلیسی: Iulia Leorda؛ زادهٔ ۱۶ فوریهٔ ۱۹۹۳) یک کشتی‌گیر آزادکار کشور آلمان است.
از افتخارات وی می‌توان به کسب مدال نقره مسابقات قهرمانی کشتی جهان ۲۰۲۱ اشاره کرد.